# Puyol-Cazalet
Puyol-Cazalet ist eine französische Gemeinde mit 104 Einwohnern (Stand: 1. Januar 2022) im Département Landes in der Region Nouvelle-Aquitaine. Sie gehört zum Kanton Chalosse Tursan und zum Arrondissement Mont-de-Marsan. 
Sie grenzt im Norden an Payros-Cazautets, im Osten an Clèdes, im Südosten an Pimbo, im Südwesten an Lacajunte und im Westen an Arboucave.

## Bevölkerungsentwicklung
| Jahr      | 1962 | 1968 | 1975 | 1982 | 1990 | 1999 | 2008 | 2017 |
| --------- | ---- | ---- | ---- | ---- | ---- | ---- | ---- | ---- |
| Einwohner | 131  | 113  | 105  | 106  | 105  | 96   | 108  | 108  |